# Годлевский, Станислав Францевич
Станислав Францевич Годлевский (1755—1806) — генерал-майор. Участник русско-турецкой войны 1787—1791 годов.

## Биография
Станислав Годлевский происходил из польской шляхты; его отец Франциск Годлевский герба Гоздава был хорунжий хоругви пятигорской, внуком Яна Кизмира — подстолия плоцкого, стольника нурского, а Ян Казимир был внуком Станислава — хорунжего хоругви пятигорской, который в свою очередь был праправнуком Станислава принявшего в 1450 году фамилию Годлевский. Мать — Агнишка Врувлевская герба Слеповрон.
В войске литовском премьер-майор.
В 1778 году поступил на Русскую службу по рекомендации Епископа Виленского князь Игнатия Масальского, сына виленского кастеляна и гетмана Великого княжества Литовского Михаила Юзефа Масальского. В 1778 году — капитан Венгерского гусарского полка, в 1781 году премьер-майор. В 1784 году — обер-провиантмейстер Киевской Главной Провиантской канцелярии. В 1784 года — майор, командир 2-го эскадрона Таврического легкоконного полка.
В 1788 году — полковник Таврического конно-егерском полка, в сражении при Очакове первым поднял лестницу на стену крепости.
Награждён орденом Святого Великомученика Георгия 4-го класса (31.VII.1788 года) — «За отличные подвиги, оказанные в поражении турецких морских сил в 1788 году на лимане при Очакове».
C 1790 года по 1796 год, командир Таврического конно-егерском полка. Полк принимал участие во взятии штурмом Анапы (1791). За примерную службу был пожалован землёй — имением Шах-Мурза (32 двора, 187 татар) в Байрачской волости, Феодосийского уезда, Екатеринославской губернии (впоследствии куплено у наследников Годлевского И. К. Айвазовским).
После 1791 года получил чин бригадира. После расформирования 29 ноября 1796 года Таврического конно-егерском полка, часть полка была присоединена к Мариупольскому легкоконному полку и названа гусарским генерал-майора Боровского полком, другая часть присоединена к Александрийскому гусарскому полку. Годлевский С. Ф. был назначен шефом, а полк получил название по шефу своему, Гусарский бригадира Годлевского полк. После получения 27 января 1797 года получил чин генерал-майора. полк стал именоваться Гусарским генерал-майора Годлевского полком.
После смерти Императрицы Екатерины II в 1797 году на престол взошёл Император Павел I, который подозрительно и неодобрительно относился ко всем соратникам светлейшего князя Г. А. Потёмкина. В сентябре 1797 года Годлевский был арестован и обвинён в злоупотреблениях по обмундировке солдат и в других деяниях того же рода. Помилован. Служил в чине генерал-майора в Гусарском генерала от кавалерии Г. И. Шевича полку.
Вышел в отставку по Высочайшему приказу 6 сентября 1798 года. Умер в 1806 году в своём имении Шах-Мурза Феодосийского уезда, Екатеринославской губернии.